# Serednje
Serednje (ukrainisch Середнє; russisch Среднее/Sredneje, slowakisch Seredné oder Seredňovo, ungarisch Szerednye) ist eine Siedlung städtischen Typs in der westlichen Ukraine (Oblast Transkarpatien, Rajon Uschhorod) etwa 20 Kilometer südöstlich der Stadt Uschhorod.

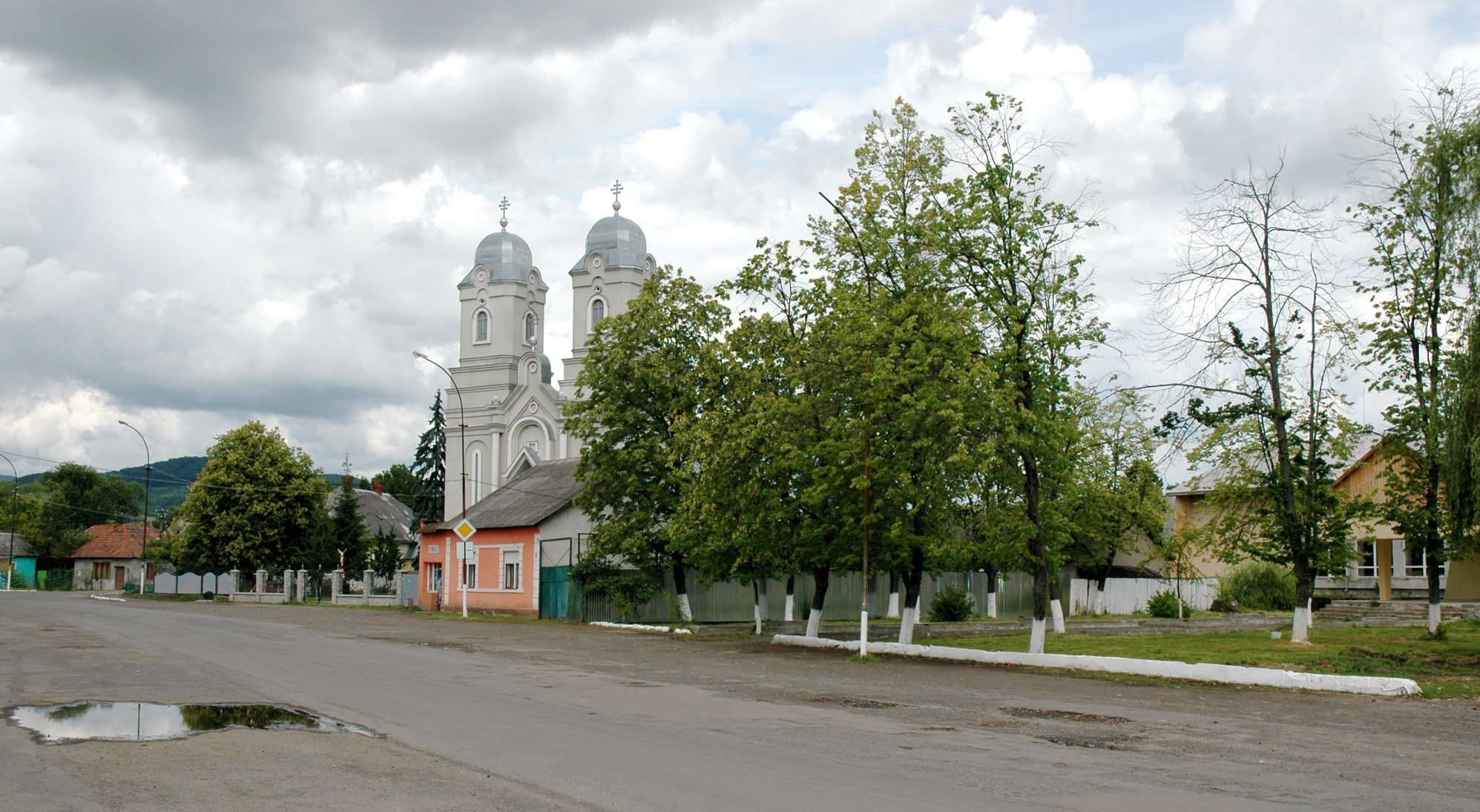
Blicks ins Ortszentrum

Der etwa 3500 Einwohner zählende Ort liegt am Fuße der Karpaten im Transkarpatischen Tiefland am Flüsschen Wjela (В'єла).

## Geschichte
Der Ort wurde 1417 zum ersten Mal schriftlich als Zerednye erwähnt. 1502 wurde im Ort István Dobó geboren.
1910 hatte der im Königreich Ungarn im Komitat Ung liegende Ort 1.867 Einwohner, davon waren 881 Ungarn, 642 Ruthenen, 193 Deutsche und 134 Slowaken. Nach dem Ende des Ersten Weltkrieges kam er dann zur neu entstandenen Tschechoslowakei (als Teil der Karpatenukraine) und wurde nach dem Ende des Zweiten Weltkrieges an die UdSSR abgetreten. 1971 erhielt der Ort dann den Status einer Siedlung städtischen Typs.
Bekannt sind vor allem die Ruinen der Burg Serednje, im Ort gibt es auch eine Kirche aus dem 15. Jahrhundert, diese wurde im 19. Jahrhundert zum heutigen Aussehen umgebaut.

## Verwaltungsgliederung
Am 12. Juni 2020 wurde die Siedlung städtischen Typs zusammen mit 14 umliegenden Dörfern zum Zentrum der neu gegründeten Siedlungsgemeinde Serednje (Середнянська селищна громада/Serednjanska selyschtschna hromada) im Rajon Uschhorod. Bis dahin bildete sie zusammen mit dem Dorf Wowkowe die Siedlungratsgemeinde Serednje (Середнянська селищна рада/Serednjanska selyschtschna rada).
Folgende Orte sind neben dem Hauptort Serednje ein Teil der Gemeinde:
| Name                     | Name             | Name                                    | Name                      | Name                  | Name    |
| ukrainisch transkribiert | ukrainisch       | russisch                                | slowakisch                | ungarisch             | deutsch |
| ------------------------ | ---------------- | --------------------------------------- | ------------------------- | --------------------- | ------- |
| Andrijiwka               | Андріївка        | Андреевка (Andrejewka)                  | Andrašovce                | Andrásháza, Andrasóc  | -       |
| Antalowzi                | Анталовці        | Анталовцы (Antalowzy)                   | Antalovce                 | Antalóc               | -       |
| Chudljowo                | Худльово         | Худлово (Chudlowo)                      | Chudľovo, Chudľevo        | Horlyó                | -       |
| Dubriwka                 | Дубрівка         | Дубровка (Dubrowka)                     | Doubravka, Dubrovka       | Ungtölgyes, Dubróka   | -       |
| Hajdosch                 | Гайдош           | Гайдош (Gaidosch)                       | Gajdoš, Gajdošove         | Nagygajdos            | -       |
| Irljawa                  | Ірлява           | Ирлява                                  | Irľava, Orľava            | Ungsasfalva, Orlyava  | -       |
| Kybljary                 | Кибляри          | Кибляры (Kibljary)                      | Kobyláry, Kibrjal         | Köblér                | -       |
| Linzi                    | Лінці            | Линцы (Linzy)                           | Línce, Lynce              | Unggesztenyés, Iglinc | -       |
| Ljachiwzi                | Ляхівці          | Ляховцы (Ljachowzy)                     | Ľachovce                  | Lehóc                 | -       |
| Pazkanjowo               | Пацканьово       | Пацканево (Pazkanewo)                   | Packaňovo, Patkanjovce    | Patakos               | -       |
| Tschabaniwka             | Чабанівка        | Чабановка (Tschabanowka)                | Bačovo, Bačava            | Bacsó, Bacsava        | -       |
| Tschertesch              | Чертеж           | Чертеж                                  | Čertež, Čertižne          | Ungcsertész           | -       |
| Werchnja Solotwyna       | Верхня Солотвина | Верхняя Солотвина (Werchnaja Solotwina) | Vyšná Slatina, Solotvinka | Felsőszlatina         | -       |
| Wowkowe                  | Вовкове          | Волково (Wolkowo)                       | Vlkovyje, Volkoviji       | Ungordas, Valkaja     | -       |